# James W. Valentine
James William Valentine (* 10. November 1926 in Los Angeles, Kalifornien; † 7. April 2023) war ein US-amerikanischer Geologe, Evolutionsbiologe und Paläontologe.

## Leben und Werk
Valentine studierte an der Phillips University in Enid (Bachelor 1951) und der University of California, Los Angeles (UCLA), mit Master-Abschluss 1954 und Promotion in Geologie 1958. Danach war er Assistant Professor und Associate Professor an der University of Missouri, unterbrochen von einer Zeit 1962 bis 1963 als Fulbright Scholar in Australien. 1964 wurde er Associate Professor und danach Professor an der University of California, Davis. 1977 bis 1990 war er Professor für Geologie an der University of California, Santa Barbara. Seit 1990 ist er Professor für Integrative Biology an der University of California, Berkeley, wo er ab 1993 Professor Emeritus ist. Er ist dort mit dem Museum of Paleontology (als Kurator) und dem Center for Integrative Genomics verbunden.
In den 1950er und 1960er Jahren untersuchte er mariner Mollusken des Pleistozän in Kalifornien und ihre Paläoökologie und Biogeographie. Ende der 1960er Jahre entwickelte er einen hierarchischen Zugang zu Mustern in der Biodiversität insbesondere mariner wirbelloser Fossilien und dem Einfluss der Plattentektonik auf die Biodiversität. Ab den 1970er Jahren befasste er sich mit dem Ursprung der Haupt-Stammeslinien (Phyla) im Tierreich, dargelegt in seinem Buch On the origin of Phyla 2004, und untersuchte (teilweise mit Francisco Ayala) die genetische Variabilität mariner Organismen und hob 1976 die Wichtigkeit der Untersuchung der Genregulation für die Erklärung unterschiedlicher Evolutionsgeschwindigkeiten in der Paläontologie hervor. Mit Dobzhansky, Stebbins und Ayala verfasste er ein Standardwerk über die Evolution.
Valentine war Mitglied der National Academy of Sciences, der American Academy of Arts and Sciences, der American Philosophical Society und der American Association for the Advancement of Science. Er war Fellow der Geological Society of America. 1973/74 war er Präsident der Paleontological Society, deren Medaille er erhielt. 2004 erhielt er die Lapworth Medal. Er war Guggenheim Fellow.
Er war ab 1987 mit Diane Mondragon verheiratet und hat einen Sohn und eine Tochter.

## Schriften
- On the Origin of Phyla. University of Chicago Press, Chicago IL u. a. 2004, ISBN 0-226-84548-6.
- als Herausgeber: Phanerozoic Diversity Patterns. Profiles In Macroevolution. (Proceedings of a Symposium held on June 21, 1982 during the 63. Annual Meeting of the Pacific Division, American Association for the Advancement of Science, at the University of California, Santa Barbara). Princeton University Press u. a., Princeton NJ 1985, ISBN 0-691-08374-6.
- mit Francisco J. Ayala: Evolving. The Theory And Processes Of Organic Evolution. Benjamin/Cummings, Menlo Park CA 1979, ISBN 0-8053-0310-3.
- mit Theodosius Dobzhansky, G. Ledyard Stebbins, Francisco Ayala: Evolution. Freeman, San Francisco CA 1977, ISBN 0-7167-0572-9.
- Evolutionary Paleoecology of the Marine Biosphere. Prentice-Hall, Englewood Cliffs NJ 1973, ISBN 0-13-293720-4.
- mit Robert R. Rowland: Pleistocene invertebrates from northwestern Baja California Del Norte, Mexico (= Proceedings of the California Academy of Sciences. Vol. 36, Nr. 17, ISSN 0068-547X). California Academy of Sciences, San Francisco CA 1969.
- Paleoecologic molluscan geography of the Californian Pleistocene (= University of California Publications in Geological Sciences. Vol. 34, Nr. 7, ISSN 0068-645X). University of California Press, Berkeley CA u. a. 1961.